# جيل جلالة
تأسست فرقة «جيل جلالة» الموسيقية في المغرب عام 1972، وعملت مع المخرج المغربي الطيب الصديقي. والتزمت الفرقة بتطوير موسيقى الأندلسية والأغاني الشعبية المغربية التي تخدم القضايا الاجتماعية والسياسية تعتمد الآلات الإيقاعية والوترية.
وشاركت الفرقة في مهرجانات عدة في دول أوروبية وأميركية وآسيوية، وحصدت جوائز منها جائزة مهرجان المسيرة الخضراء عام 1975 والجائزة الأولى في مهرجان طوكيو للأغنية الأفريقية.
فالفرقة التي تتألف من مولاي الطاهر الاصبهاني، مصطفى باقبو، عبد الكريم قصبجي، وحسن مفتاح.محمد الدرهم
من أشهر أغانيها: الشمعة، السفينة، العار ابويا، كنا كنتو، ذيب الغابة
- مصاب يا هلي
- قلب مسكون
- ناكر الحسان
- العيون عينيا
- الكلام المرصع
- ديب الغابة
- إلى ضاق الحال
- ه العار ا بويا
- يا لطف الله الخافي
- رجال الله
- اللهم صلي على النبي راكب البراق

## وصلات خارجية
- جيل جلالة على موقع ميوزك برينز (الإنجليزية)
- جيل جلالة على موقع ديسكوغز (الإنجليزية)